# 鬼の舌震

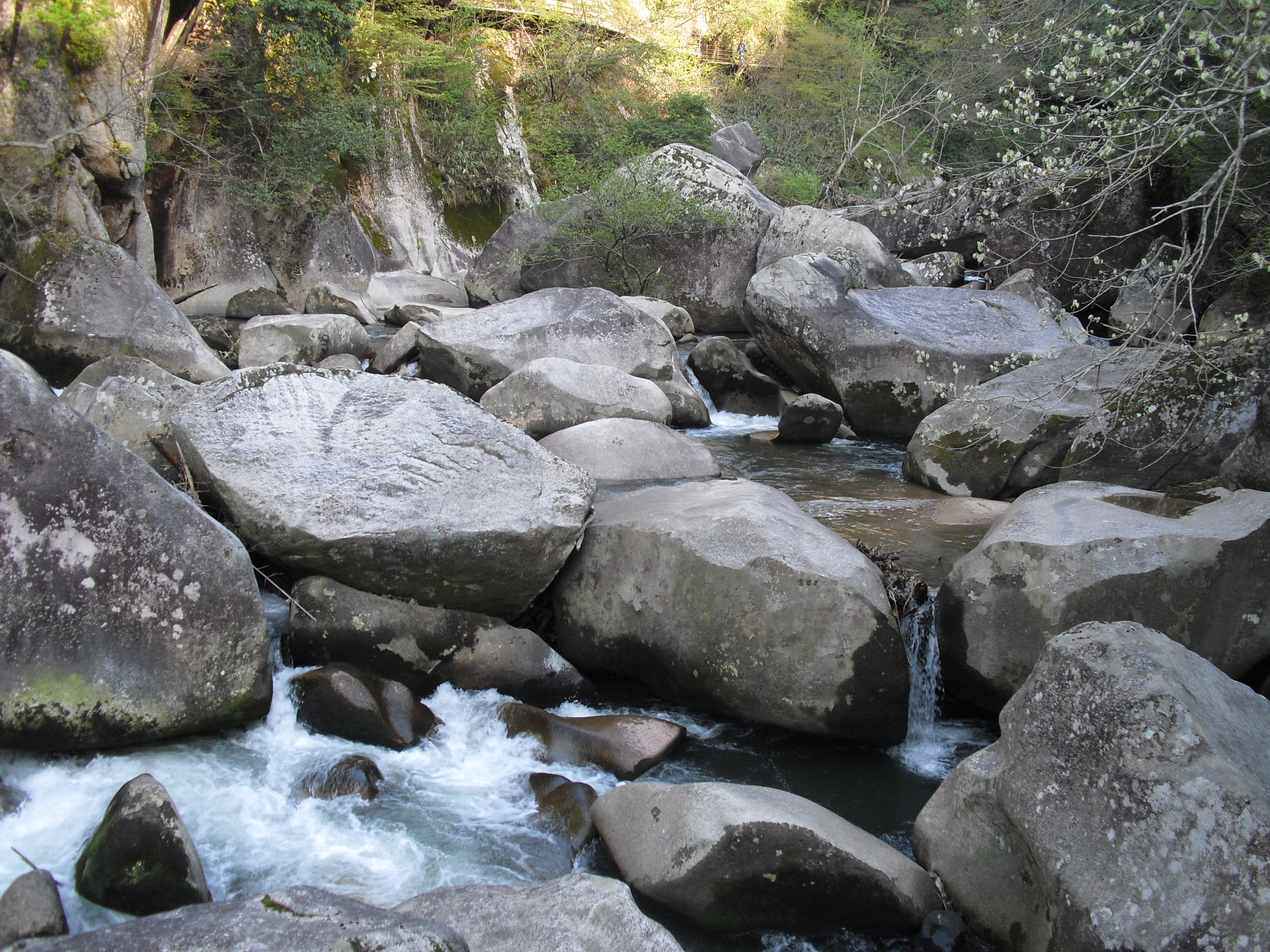
鬼の舌震

鬼の舌震（おにのしたぶるい）は島根県奥出雲町にある峡谷。斐伊川支流の大馬木川上流に位置するV字谷で、1927年（昭和2年）4月8日に国の名勝及び天然記念物に指定された。正式指定名称は鬼舌振（おにのしたぶる）。1964年（昭和39年）4月17日には鬼の舌震県立自然公園に指定されている。
地名は『出雲国風土記』の一文にある「和仁のしたぶる」が転訛したものといわれている。

## 概要
一帯は粗粒黒雲母花崗岩からなっており、それらが長年に亘って浸食されたものである。谷底には無数の甌穴、巨岩が至る所に露出しており、得も言われぬ奇観を呈している。
両岸は樹木に覆われ、イヌブナ、シデ、ナツハゼ、カエデ等の広葉樹林となっている。また、河川は清流で知られ、オイカワ、ウグイなどが泳ぐほか、ヤマセミ、カワガラスなど清流に棲む鳥類も見られる。
探勝用に遊歩道が整備されており、遊歩道はバリアフリー化されている。
近年、下流に出来たダム湖の影響により河床が上がり、峡谷の最下部では以前の景観が失われつつある。
与謝野晶子、鉄幹夫妻は昭和5年にこの鬼の舌震を訪れており、その際に詠んだ歌は『碧雲抄』にまとめられている。